# Geothelphusa iheya
Geothelphusa iheya is een krabbensoort uit de familie van de Potamidae. De wetenschappelijke naam van de soort is voor het eerst geldig gepubliceerd in 2006 door Naruse, Shokita & Ng.